# Josephine Bakhita
Thánh Giôxêphina Magarita Bakhita, F.D.C.C., (khoảng 1869 – 8 tháng 2 năm 1947) là một phụ nữ là nô lệ sinh ra ở Sudan, sau đó, bà trở thành một nữ tu sinh sống và làm việc tại Ý trong 45 năm. Năm 2000, bà được tuyên bố là một vị thánh của Giáo hội Công giáo Rôma.

## Chuyển đổi sang Công giáo và tự do
Sau rất nhiều đời chủ nô lệ với nhiều lần bị đánh đập, tra trấn, bà được chuyển giao quyền sử dụng cho Turina Michieli. Suakin trên Biển Đỏ đã bị bao vây nhưng vẫn còn trong tay liên quân Anh-Ai Cập. Chồng bà Turina, Augusto Michieli đã mua lại một khách sạn lớn ở đó và quyết định bán tài sản của mình ở Ý và chuyển gia đình của mình sang Sudan vĩnh viễn. Việc bán nhà và đất của ông mất nhiều thời gian hơn dự kiến. Vào cuối năm 1888, Signora Turina Michieli muốn gặp chồng ở Sudan mặc dù các giao dịch đất đai chưa kết thúc. Vì biệt thự ở Zianigo đã được bán, Bakhita và Mimmina cần một nơi tạm thời để ở lại trong khi Turina đến Sudan mà không có họ. Theo lời khuyên của một người là đại lý kinh doanh tên là Illuminato Cecchini, vào ngày 29 tháng 11 năm 1888, Turina Michieli đã để lại Bakhita và Mimmina cho các Nữ tu Canossian tại Venice chăm sóc. Khi bà này trở lại đưa cả hai đến Suakin, Bakhita kiên quyết từ chối rời đi. Trong ba ngày, bà Michieli đã cố gắng đưa ra cách giải quyết vấn đề. Vì vậy, bề trên của viện cho các ứng cử viên rửa tội (catechumenate) mà Bakhita đã tham dự, phàn nàn với chính quyền Ý. Vào ngày 29 tháng 11 năm 1889, tòa án Ý đã phán quyết rằng, bởi vì người Anh đã đưa Sudan ngoài chế độ nô lệ trước khi Bakhita được sinh ra và bởi vì luật pháp Ý không công nhận chế độ nô lệ, Bakhita chưa bao giờ là nô lệ. Lần đầu tiên trong đời bà Bakhita thấy mình kiểm soát được vận mệnh của chính mình. Bà đã chọn ở lại với các nữ tu Canossians. Vào ngày 9 tháng 1 năm 1890, Bakhita được rửa tội với tên Josephine Margaret và Fortunata (là bản dịch tiếng Latinh cho tiếng Ả Rập Bakhita). Cùng ngày, bà cũng được xác nhận và nhận được sự hiệp thông từ Tổng Giám mục Giuseppe Sarto, Hồng y - Thượng phụ Tòa Thượng phụ Venice, sau này là Giáo hoàng Piô X.

## Các nữ tu Canossian
Vào ngày 7 tháng 12 năm 1893, Giôxêphina Bakhita bước vào giai đoạn tu tập để chính thức trở thành thành viên của Các Nữ tu Canossian và vào ngày 8 tháng 12 năm 1896, bà đã thực hiện nghi thức tuyên khấn khác và được Hồng y Sarto hoan nghênh. Năm 1902, bà được bổ nhiệm vào tu viện Canossian tại Schio, ở tỉnh Vicenza miền bắc nước Ý, nơi bà dành sống phần đời còn lại của mình. Thời gian từ năm 1935 đến năm 1939, bà ở lại nhà truyền giáo Novitiate ở Vimercate (Milan); chủ yếu đến thăm các cộng đồng người Canada khác ở Ý, nói về kinh nghiệm của mình và giúp chuẩn bị cho các nữ tu trẻ cho công việc ở Châu Phi.  Một người truyền giáo mạnh mẽ đã động viên bà trong suốt cuộc đời  - "tâm trí và luôn ở với Thiên Chúa và trái tim bà ở Châu Phi".
Trong suốt 42 năm làm việc tại Schio, Bakhita được tuyển dụng làm đầu bếp, người giữ các vật thánh thiêng, người gác cửa và thường xuyên liên lạc với cộng đồng địa phương. Giọng nói dịu dàng, êm đềm và luôn tươi cười của bà trở nên nổi tiếng và cư dân Vicenza vẫn gọi bà là Sor Moretta ("nữ tu màu nâu nhỏ") hay Madre Moretta ("người mẹ da đen"). Uy tín và danh tiếng đặc biệt của bà về sự thiêng liêng đã được chú ý bởi nhà dòng của bà; ấn phẩm đầu tiên viết về câu chuyện của bà (Storia Meravigliosa của Ida Zanolini) ra mắt vào năm 1931, khiến bà nổi tiếng khắp nước Ý. Trong Chiến tranh thế giới thứ hai (1939–1945), bà chia sẻ những nỗi sợ hãi và hy vọng của những người dân thành phố, những người coi bà là một vị thánh và cảm thấy được bảo vệ bởi sự hiện diện của bà. Schio không thoát khỏi cảnh bom đạn, nhưng cuộc chiến đã trôi qua mà bà không mắc một thương vong nào.
Những năm cuối đời của bà đánh dấu bởi đau đớn và bệnh tật. Bà sử dụng xe lăn nhưng vẫn giữ được tính cách vui vẻ. Nếu hỏi bà cảm thấy thể nào, bà luôn mỉm cười và trả lời: "Như ý Chúa" Trong những giờ phút cuối đời, tâm trí của bà dường như đã quay trở lại tháng năm nô lệ và bà hét lên: "Dây xích quá chặt, nới lỏng chúng một chút, làm ơn!" Sau một thời gian bà quay lại tính cách bình thường. Có người hỏi bà: "Bà khỏe không?  Hôm nay là thứ bảy." "Vâng, tôi rất hạnh phúc: Đức Mẹ... Lạy Đức Mẹ!" Đây là những lời nói cuối cùng của bà.
Bakhita qua đời lúc 8 giờ 10 phút tối ngày 8 tháng 2 năm 1947. Trong ba ngày thi hài bà được trưng bày trong khi hàng ngàn người đến để tỏ lòng kính trọng. Phần thi hài còn lại của bà được chuyển đến Nhà thờ Thánh Gia của tu viện Schio Tây Tạng vào năm 1969.

### Sách chú giải
- Burns, Paul; Butler, Alban (2005). Butler's Lives of the Saints: Supplement of New Saints and Blesseds, Volume 1, pp. 52–55. Liturgical Press. ISBN 0-8146-1837-5
- Dagnino, Maria Luisa (1993). Bakhita Tells Her Story. Third edition, 142 p. Canossiane Figlie della Carità, Roma. Includes the complete text of Bakhita's autobiography (pp. 37–68).
- Davis, Cyprian (2000). Black Catholic Theology: A Historical Perspective. In: Theological Studies, 61, pp. 656–671.
- O'Malley, Vincent (2001). St. Josephine Bakhita. In: Saints of Africa, pp. 32–35. Our Sunday Visitor Publishing. ISBN 0-87973-373-X